# Jamuna (Nepal)
Jamuna is een dorpscommissie (Engels: village development committee, afgekort VDC; Nepalees: panchayat) in het oosten van Nepal, gelegen in het district Ilam in de Mechi-zone. Ten tijde van de volkstelling van 2001 had het een inwoneraantal van 3632 personen, verspreid over 684 huishoudens; in 2011 waren er 3200 inwoners, verspreid over 777 huishoudens.